# Шугово
Шугово (грч. Πλατανάκια, Платанакија) је насељено место у општини Синтика у периферији Средишња Македонија, Грчка. Према попису из 2021. године било је 411 становника.
Према бугарском географу и историчару, Василу Канчову, у Шугову је 1900. године живело 850 Словена хришћана и 500 Турака. Од 1923. до 1924. године турско становништво је принудно исељено у Турску и већи део словенског у Бугарску (535 особа). На њихово место је насељено 254 грчких избегличких породица, укупно 976 особа. На попису из 1928. године Шугово је имало 1.003 становника, од чега су Грци били већина.